# Stygnidius guerinii
Stygnidius guerinii – gatunek kosarza z podrzędu Laniatores i rodziny Stygnidae.

## Występowanie
Gatunek występuje w północnej części Ameryki Południowej. Wykazany dotychczas z Gujany Francuskiej oraz Brazylii.